# Bezirksgericht Augustusburg
Das Bezirksgericht Augustusburg war von 1855 bis 1859 ein Gericht im Königreich Sachsen mit Sitz in Augustusburg.

## Geschichte
Mit dem Gesetz, die künftige Einrichtung der Behörden erster Instanz für Rechtspflege und Verwaltung betreffend vom 11. August 1855 wurden die Eingangsgerichte neu geordnet. Die Patrimonialgerichte wurden endgültig aufgelöst, Verwaltung und Rechtsprechung getrennt. Die Details der Verwaltungsreform regelten das sächsische Gerichtsverfassungsgesetz vom 11. August 1855 und die Verordnung über die Bildung der Gerichtsbezirke vom 2. September 1856.
Eingangsgerichte waren nur die Gerichtsämter und Bezirksgerichte. Als mittlere Instanz wurden vier Appellationsgerichte eingerichtet. Oberste Instanz war das Oberappellationsgericht Dresden.
Das Bezirksgericht Augustusburg war dem Appellationsgericht Zwickau nachgeordnet. Das Bezirksgericht war Gerichtsamt für die Stadt Schellenberg (später umbenannt in Augustusburg). Daneben waren ihm folgende Gerichtsämter nachgelagert: Gerichtsamt Augustusburg, Gerichtsamt Oederan, Gerichtsamt Zschopau, Gerichtsamt Lengefeld und Gerichtsamt Zöblitz.
Zum 30. Juni 1859 wurde das Bezirksgericht Augustusburg aufgehoben. Das Gerichtsamt Augustusburg erhielt die Rechtsprechung in der Stadt Schellenberg. Die Gerichtsämter Oederan, Augustusburg und Zschopau wurden dem Bezirksgericht Chemnitz, die Gerichtsämter Zöblitz und Lengefeld dem Bezirksgericht Annaberg zugeordnet.